# هندسه

نگاره‌ای از قضیه دزارگ، یکی از نتایج مهم هندسه اقلیدسی و هندسه تصویری

هِندِسه (معرب شدهٔ واژهٔ فارسی اندازه) شاخه‌ای از ریاضیات است که با شکل، اندازه، موقعیت نسبی شکل‌ها و ویژگی‌های فضا سروکار دارد. ریاضیدانی که در شاخهٔ هندسه کار می‌کند هندسه‌دان نامیده می‌شود. هندسه به‌طور مستقل در پاره‌ای از تمدن‌های نخستین به شکل بدنه‌ای از دانش عملی در مورد طول، مساحت و حجم ظهور کرد و پایه‌ریزی آن در جایگاه یک دانش رسمی ریاضی در زمان تالس (سدهٔ ششم پیش از میلاد) در غرب آغاز شد. در سدهٔ سوم پیش از میلاد، هندسه به دست اقلیدس به شکل اصل موضوعی درآمده بود و کار اقلیدس (هندسه اقلیدسی) استانداردی را پایه‌ریزی نمود که سده‌ها دنبال شد. ارشمیدس روش‌های هوشمندانه‌ای برای محاسبهٔ مساحت و حجم ارائه داد که در بسیاری موارد پیش‌رو حساب انتگرال جدید محسوب می‌شوند. دانش اخترشناسی و به ویژه نگاشتن مکان ستاره‌ها و سیاره‌ها روی کره آسمان و توصیف رابطهٔ میان حرکت اجسام آسمانی تا هزار و پانصد سال بعد منشأ بسیاری از پرسش‌های هندسی بود. هر دوی هندسه و اخترشناسی در دنیای کلاسیک بخشی از کوادریویم بودند که خود زیرمجموعه‌ای از علوم مقدماتی هفتگانه بود که یادگیری آن‌ها برای هر شهروند آزادی ضروری می‌نمود.
معرفی دستگاه مختصات به دست رنه دکارت و توسعه هم‌زمان در جبر، مرحله تازه‌ای را در هندسه آغاز کرد؛ زیرا اشکال هندسی همچون منحنی‌های رویه‌ای را می‌شد به شکل تحلیلی یعنی با توابع و معادلات نمایش داد. این موضوع نقش کلیدی در پیدایش حساب بی‌نهایت کوچک در سدهٔ هفدهم داشت. علاوه براین نظریه ژرفانمایی نیز نشان داد که در هندسه چیزی بیش از ویژگی‌های متریک اشکال وجود دارد. نظریه ژرفانمایی بنیان هندسه تصویری را بنا نهاد. موضوع هندسه با مطالعه ساختار ذاتی اجسام هندسی و با شروع از کارهای لئونارد اویلر و گاوس، غنی‌تر گردید و به پیدایش توپولوژی و هندسه دیفرانسیل انجامید.
در دوران اقلیدس تمایز آشکاری میان فضای فیزیکی و فضای هندسی وجود نداشت. از سدهٔ نوزدهم و کشف هندسه نااقلیدسی مفهوم فضا دستخوش تغییرات اساسی شده‌است و پرسشی پدید آمده‌است: کدام فضای هندسی تطابق بیشتری با فضای فیزیکی دارد؟ امروزه باید بین فضای فیزیکی، فضای هندسی (که در آن هنوز خط و نقطه معانی حسی خود را دارا هستند) و فضاهای انتزاعی تمایز قائل شد. هندسه معاصر امروز با خمینه‌ها سر و کار دارد؛ فضاهایی که از فضای اقلیدسی آشنا بسیار انتزاعی‌تر است. می‌توان به این فضاها ساختارهایی افزود که بتوانیم در مورد طول در این فضاها صحبت کنیم. هندسه مدرن پیوندهای مستحکمی با فیزیک دارد که به‌طور نمونه می‌توان به هندسه شبه ریمانی و نسبیت عام اشاره نمود. یکی از جوانترین نظریه‌های فیزیکی یعنی نظریه ریسمان نیز حال و هوایی هندسی دارد.
اگر چه ماهیت تصویری هندسه آن را در آغاز از دیگر شاخه‌های ریاضیات مانند جبر و نظریه اعداد قابل درک‌تر می‌نماید، زبان هندسی نیز در زمینه‌هایی که بسیار با حالت سنتی اقلیدسی آن تفاوت دارد به کار رفته‌است (مثلاً هندسه فراکتالی یا هندسه جبری).

## ریشه شناسی واژه‌یهندسه
واژه‌ی هندسه از ریشه‌ی واژه‌ی اندازه گرفته شده است. اندازه نیز از واژه‌ی اوستاییِ هَنتاچَک از زبان اوستایی گرفته شده است. واژه‌ی هندسه را عربی‌زبانان از واژه‌ی هنتاچک و اندازه وام گرفته‌اند. بنابراین، هندسه عربی‌شده (معرب) واژه فارسی اندازه می‌باشد.
هِندِسه (به یونانی: γεωμετρία، تلفظ: geometria، معنی: زمین‌سنجی)؛ ژِئو «زمین»، مِتریا «سنجش، اندازه‌گیری») می‌باشد.

## تاریخچه

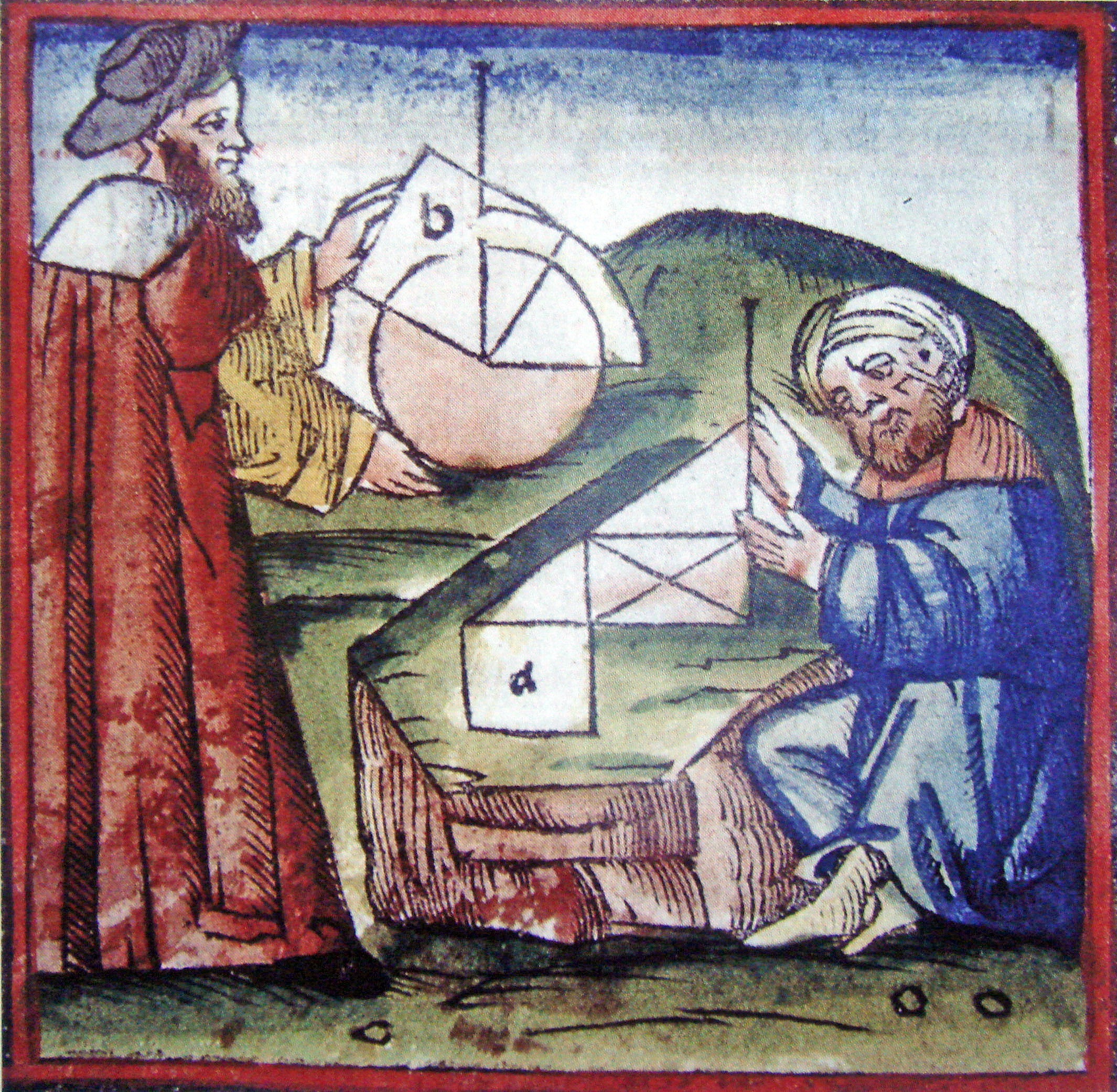
یک اروپایی و عرب درحال کار بر روی هندسه در سده ۱۵ میلادی

اولین ردپای ثبت شده‌ای از آغاز هندسه را می‌توان به بین‌النهرین و مصر باستان در هزاره دوم پیش از میلاد ردگیری نمود. هندسه در اوایل گردایه ای از اصولی بود که به‌طور تجربی کشف شده بودند، این اصول مربوط به طول‌ها، زوایا، مساحت‌ها و حجم‌ها بودند که از آن‌ها جهت رفع احتیاجات عملی در نقشه‌برداری، ساخت‌وساز، اخترشناسی و حرفه‌های مختلف استفاده می‌شد. اولین نوشتجات مربوط به هندسه، پاپیروس ریند مصری (۲۰۰۰ تا ۱۸۰۰ قبل از میلاد)، پاپیروس مسکو (۱۸۹۰ قبل از میلاد)، و الواح سفالی بابلیان، همچون پلیمپتن ۳۲۲ بود. به عنوان مثال، پاپیروس مسکو فرمولی برای محاسبه حجم هرم بریده شده یا ناقص را ارائه می‌کند. الواح سفالی بعدی (۳۵۰ تا ۵۰ پیش از میلاد)، نشان می‌دهند که منجمان بابلی از فرایندهای ذوزنقه‌ای جهت محاسبه موقعیت مشتری و حرکت در فضای زمان-سرعت استفاده می‌کرده‌اند. در سده ۱۴م میلادی توسط چنین فرایندهای هندسی، ماشین‌حساب‌های آکسفورد، و همچنین قضیه سرعت میانگین پیش‌بینی شدند. نوبه‌های باستان در جنوب مصر، دستگاهی هندسی شامل نسخه‌های اولیه از ساعت‌های آفتابی را طراحی نمودند.
در سده هفتم پیش از میلاد، ریاضیدان یونانی به نام تالس از ملیتوس، از هندسه جهت حل مسائلی چون محاسبه ارتفاع هرم و فاصله کشتی‌ها از ساحل استفاده نمود. افتخار استفاده از اولین استدلال استنتاجی کاربردی را به دلیل چهار نتیجه در مورد قضیه تالس در هندسه را به او نسبت می‌دهند. فیثاغورث مکتب فیثاغوری را تأسیس نمود، که به خاطر ارائه اولین اثبات از قضیه فیثاغورث کسب اعتبار نموده، گرچه که حکم این قضیه تاریخچه طولانی دارد. اودوکسوس (۴۰۸–۳۵۵ پیش از میلاد)، روش افنا را توسعه داد، که امکان محاسبه مساحت و حجم اشکال خمیده را داد، همچنین او نظریه نسبت‌ها که از مشکل قیاس‌ناپذیری مقادیر جلوگیری می‌نمود را توسعه داد که هندسه‌دانان بعدی را قادر ساخت تا پیشرفت‌های قابل توجهی را صورت دهند. در حدود ۳۰۰ پیش از میلاد، هندسه توسط اقلیدس متحول شد، کتاب اصول اقلیدس او را به‌طور گسترده به عنان موفق‌ترین و مؤثرترین کتب درسی همه زمان‌ها در نظر می‌گیرند. این کتاب، دقت ریاضیاتی را به وسیله روش اصول موضوعه‌ای معرفی نمود و جزو اولین مثال‌ها از قالب نوشتاری ریاضیاتی است که هنوز هم مورد استفاده ریاضیات است، یعنی استفاده از تعاریف، اصول موضوعه‌ها، و اثبات‌ها. گرچه که پیش از آن نیز بسیاری از محتوای اصول اقلیدس شناخته شده بود، ولی اقلیدس آن‌ها را به صورت چارچوب منطقی منسجم و یکتا درآورد. اصول اقلیدس برای تمام افراد تحصیل کرده غربی تا اواسط سده ۲۰ میلادی شناخته شده بود و امروزه محتوایش هنوز هم در کلاس‌های درسی تدریس می‌شوند. ارشمیدس (حدود ۲۸۷–۲۱۲ پیش از میلاد) از سیراکوز، روش افنا را جهت محاسبه مساحت زیر قوس سهمی به کار برد، در این روش از جمع سری بی‌نهایت استفاده شده که تخمین‌هایش از عدد پی به میزان قابل توجهی دقیق بودند. همچنین او مارپیچی که اسم خودش را یدک می‌کشد مورد مطالعه قرار داد و فرمول‌هایی برای حجم رویه‌های دورانی به‌دست آورد.

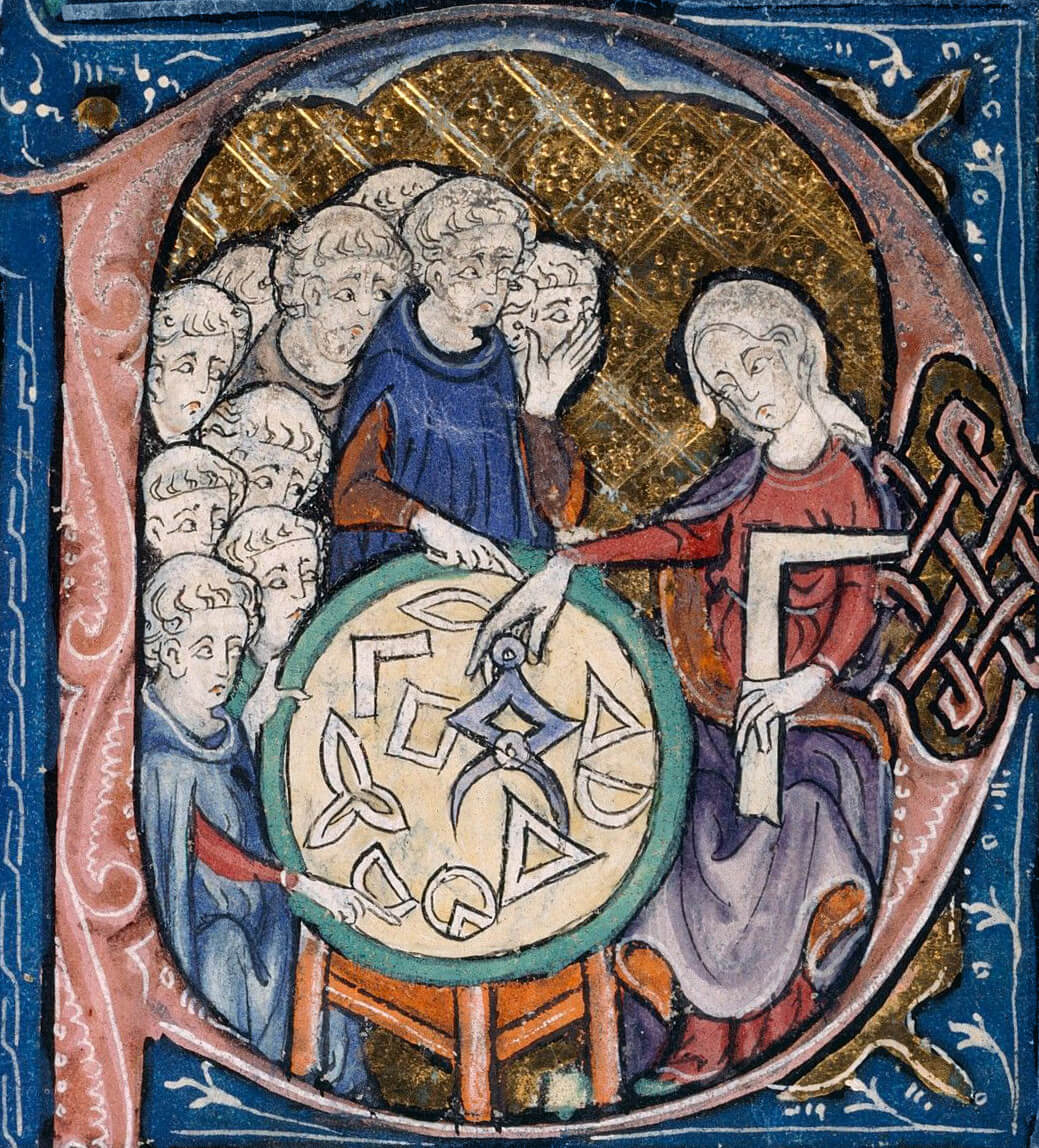
زنی درحال یاد دادن هندسه. تصویری در آغاز ترجمه قرون وسطایی اصول اقلیدس، (حدود ۱۳۱۰ میلادی)

ریاضی‌دانان هندی نیز مشارکت‌های مهمی در هندسه داشته‌اند. ساتاپاثا براهمانا (سده سوم پیش از میلاد)، قواعدی را جهت ترسیم (ساخت) هندسی مربوط به مراسم مذهبی را دربردارد که مشابه با سولبا سوتراس می‌باشد. براساس (Hayashi 2005, p. ۳۶۳)، سولبا سوتراس شامل «قدیمی‌ترین عبارت کلامی موجود برای قضیه فیثاغورث در جهان است»، گرچه که نزد بابلی‌ها نیز شناخته شده بود. بابلی‌ها فهرست‌هایی از سه‌تایی‌های فیثاغورثی را داشتند، که حالت‌های خاصی از معادلات سیاله‌ای (دیوفانتینی) اند. در نسخه خطی بخشالی، چند مورد معادلات سیاله‌ای موجود است (شامل مسائلی در مورد حجم اجسام نامنظم). همچنین نسخه خطی بخشالی «دستگاه مقادیر ده-دهی به کار گرفته شده که در آن نقطه، نشان‌دهنده صفر است». رساله آریابهاتا با عنوان Aryabhatiya (در ۴۹۹ میلادی)، شامل محاسبه مساحت‌ها و حجم‌ها می‌باشد. برهماگوپتا اثر نجومی خود را با عنوان Brāhma Sphuṭa Siddhānta را در ۶۲۸ میلادی نوشت. فصل ۱۲، شامل ۶۶ شعر سانسکریتی بود که به دو بخش تقسیم می‌شد: «اعمال پایه» (شامل ریشه‌های مکعبی، کسرها، نسبت و تناسب و معاملات پایاپای) و «ریاضیات عملی» (شامل مخلوط، سری‌های ریاضیاتی، اشکال مسطح، آجرهای پشته‌ای، اره کردن الوار، و انباشت حبوبات). او در بخش اخیر (دوم) از کتابش، قضیه معروفش در مورد قطر چهارضلعی محاطی را بیان می‌کند. همچنین فصل ۱۲، فرمولی برای مساحت یک چهارضلعی محاطی (تعمیمی از فرمول هرون)، به علاوه توصیف کاملی از مثلث‌های گویا (یعنی مثلث‌هایی با اضلاع و مساحت‌های گویا) را دربردارد.
در قرون وسطی، ریاضیات جهان اسلام به توسعه هندسه، به‌خصوص هندسه جبری کمک نمود. الماهانی (مرگ در ۸۵۳ میلادی)، ایده تقلیل مسائل هندسی چون تضعیف مکعب به مسائلی در جبر را درک نموده بود. ثابت بن قره (در لاتین به Thebit شناخته می‌شود) (۸۳۶–۹۰۱ میلادی) با کاربردهای اعمال حسابی در نسبت‌های کمیت‌های هندسی درگیر بود و به توسعه هندسه تحلیلی کمک نمود. عمر خیام (۱۰۴۸–۱۱۳۱ میلادی) راه حل‌هایی را برای معادلات مکعبی پیدا نمود. قضایای ابن هیثم (Alhazen)، عمر خیام و خواجه نصیرالدین طوسی در ارتباط با چهارضلعی‌ها، شامل چهارضلعی‌های لامبرت و ساکری، جزو اولین نتایج هندسه هذلولوی بودند که به همراه فرضیات جایگزینشان همچون اصل پلیفیر، در میان هندسه‌دانان اروپایی شامل ویتلو (حدود ۱۲۳۰ تا ۱۳۱۴ میلادی)، ابن گرشوم (۱۲۸۸ تا ۱۳۴۴ میلادی)، آلفونسو، جان والیس، و جیرولامو ساکری، تأثیر قابل توجهی جهت توسعه هندسه نااقلیدسی داشتند.
اوایل سده ۱۷ میلادی، دو پیشرفت مهم در هندسه شکل گرفت. اولینشان خلق هندسه تحلیلی یا هندسه مختصاتی و معادلاتی بود که توسط رنه دکارت (۱۹۵۶ تا ۱۶۵۰ میلادی) و پیر دو فرما (۱۶۰۱ تا ۱۶۶۵ میلادی) صورت پذیرفت. این فرایند جهت توسعه حسابان و علم کمی دقیق فیزیک، پیش نیازی ضروری بود. پیشرفت هندسی دوم از این دوره، مطالعه نظام‌مند هندسه تصویری توسط جرارد دزارگ (۱۵۹۱ تا ۱۶۶۱ میلادی) بود. هندسه تصویری به مطالعه خواص اشکالی می‌پردازد که تحت افکنش‌ها و مقطع‌گیری‌ها ناوردا باقی بماند، به‌خصوص که مرتبط با ژرفانمایی هنری نیز می‌شود.
دو پیشرفت که در سده ۱۹ میلادی در زمینه هندسه به وقوع پیوست، باعث تغییر در مسیر مطالعاتی هندسه گشت که تا پیش از آن زمان رواج داشت. این پیشرفت‌ها، کشف هندسه نااقلیدسی توسط نیکولای ایوانوویچ لوباچفسکی، یانوش بویایی، کارل فردریش گاوس، و همچنین فرمول بندی تقارن به عنوان دغدغه اصلی برنامه ارلانگن مربوط به فلیکس کلاین (که باعث تعمیم هندسه‌های اقلیدسی و نااقلیدسی شد) بود. دوتن از استادان هندسه زمان، برنهارت ریمان (۱۸۲۶ تا ۱۸۶۶ میلادی) بود که عمدتاً با ابزارهایی از آنالیز ریاضی کار می‌کرد و رویه ریمانی را معرفی نمود، دیگری آنری پوانکاره، بنیانگذار توپولوژی جبری و نظریه هندسی سیستم‌های دینامیکی بود. مفهوم «فضا»، به عنوان پیامدی از این تغییرات عمده در مفهوم هندسه، تبدیل به مفهومی غنی و متنوع شد که تبدیل به پیش زمینه‌ای طبیعی برای نظریات متفاوتی چون آنالیز مختلط و مکانیک کلاسیک گشت.

## بررسی کلی

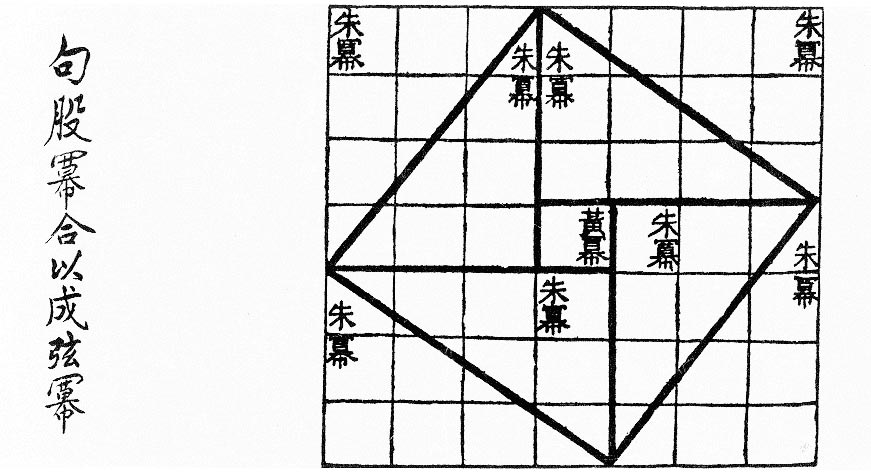
فیثاغورث چینی

رشد و توسعه ثبت شده هندسه بیش از هزاران سال قبل از میلاد مسیح قدمت دارد. چندان دور از ذهن نمی‌نماید که درک آنچه هندسه را تشکیل می‌دهد در طول سالیان تکامل یافته‌است.

### هندسه عملی
هندسه به عنوان دانشی عملی به وجود آمد و با بررسی، اندازه‌گیری، مساحت و حجم مرتبط بود. دستاوردهای قابل توجه آن کشف فرمول‌هایی برای طول، مساحت و حجم بودند؛ مثل قضیه فیثاغورس، محیط و مساحت دایره، مساحت مثلث، حجم استوانه، کره و هرم. روشی برای محاسبه فواصل و ارتفاع‌های دور از دسترس با استفاده از تشابه به تالس نسبت داده می‌شود. رشد اخترشناسی به پیدایش مثلثات و مثلثات کروی انجامید.

### هندسه اصل موضوعی
اقلیدس در کتاب اصول خود دیدگاهی انتزاعی‌تر در پیش گرفت و اصول موضوع خاصی را مطرح نمود که ویژگی‌های اولیه یا خودآشکار نقطه، خط و صفحه را بیان می‌کرد و برای انتاج سایر ویژگی‌ها از استدلال استفاده کرد. مشخصه مهم دیدگاه اقلیدس استواری نتیجه‌گیری‌ها بود. در ابتدای سده نوزدهم کشف هندسه‌های نااقلیدسی توسط گاوس، لباچفسکی و یانوش بویویی و دیگران به احیای علاقه منجر شد و در سده بیستم دیوید هیلبرت استدلال اصل موضوعی را برای ارائه بنیان مدرن هندسه به کار گرفت.